# 주조 중국 대사관
주조 중국 대사관(중국어: 中国驻朝鲜大使馆, 문화어: 조선 주재(주조) 중국 대사관)은 중화인민공화국 외교부가 조선민주주의인민공화국 평양시에 설치한 대사관으로, 조선민주주의인민공화국 주재 중국 대사를 위주로 관장받는다. 또한 소재지는 조선민주주의인민공화국의 수도인 평양시 모란봉구역 긴마을동에 위치한다.

## 주요 부서
주조 중국 대사관에 설치한 주요 부서에는 정치처, 신문·공공외교처, 영사부, 사무실, 무관처, 경제상공처, 문화처, 교육팀, 과학기술팀 등 각 부서들이 마련되어 있다.

## 관할 구역
- 평양시
- 남포시
- 개성시
- 황해남도
- 황해북도
- 강원도
- 평안남도
- 평안북도
- 자강도

## 역대 대사
- 1. 예지량 (1950.08-1952.03)
- 2. 반자력 (1955.01-1956.02)
- 3. 교효광 (1956.04-1961.07)
- 4. 학덕청 (1961.08-1965.11)
- 5. 초약우 (1965.12-1970.03)
- 6. 리운천 (1970.03-1976.06)
- 7. 려지선 (1976.09-1982.02)
- 8. 종극문 (1982.08-1987.08)
- 9. 온업담 (1987.10-1990.05)
- 10. 정 의 (1990.06-1993.09)
- 11. 교종회 (1993.09-1997.03)
- 12. 만영상 (1997.04-2000.03)
- 13. 왕국장 (2000.04-2001.12)
- 14. 무동화 (2001.12-2006.08)
- 15. 류효명 (2006.09-2010.02)
- 16. 류훙차이 (2010.03-2015.02)
- 17. 리진쥔 (2015.03-2021.12)
- 18. 왕야쥔 (2022.1-현재)[3]

## 같이 보기

### 일반 주제
- 조선민주주의인민공화국-중화인민공화국 관계
- 주청진 중국 총영사관
- 주중국 조선민주주의인민공화국 대사관

### 한반도에 설치한 다른 중국 공관
- 주한 중국 대사관
- 주부산 중국 총영사관
- 주광주 중국 총영사관
- 주제주 중국 총영사관

### 주변국에 설치한 다른 중국 공관
- 주일본 중국 대사관
- 주몽골 중국 대사관(중국어판)
- 주러시아 중국 대사관(중국어판)

### 평양에 설치하였거나 없어진 외국 공관
- 주조 스웨덴 대사관
- 주조 러시아 대사관
- 주조 말레이시아 대사관